# Elias Kozas
Elias Kozas (görög betűkkel: Ηλίας Κόζας), görög énekes. Elias annak a Koza Mostra nevű zenekarnak a frontembere, amelyik Agathonas Iakovidisszal együtt megnyerte a görög nemzeti dalverseny 2013-as döntőjét, és így Görögországot képviselheti a 2013-as Eurovíziós Dalfesztiválon Malmőben.